# Nosoderma diabolicum
Nosoderma diabolicum — вид жуків родини зоферід (Zopheridae).

## Поширення
Вид поширений на південному заході США. Живе в безплідних, жарких і сухих районах.

## Опис
Жуки завдовжки 16-22 мм. Забарвлення спини варіюється від світло-коричневого до темно-сірого кольору. На елітрах виділяються невеликі плями кремового, золотого та чорного кольорів. Поверхня покрита хітинованими виростами — щетинками. Деякі нечіткі ямки заповнені чорними щетинками у формі листка. Крайові зони надкрила міцно з'єднані з боків, тому жук не може літати. Проторакс довший, ніж ширший, широкий в середині, вузький біля основи, з лопатевим бічними кутами. Щелепи міцні та сильні, мають два добре розвинених зуба.
Цей жук відомий своєю витривалістю. Його товсті, щільно шаруваті та взаємозв'язані елітри, пов'язані з черевцем складними боковими опорними структурами, здатними витримувати навантаження 149 ньютонів, що дорівнює тиску предмета вагою 15 кг. Колекціонерам цей жук відомий тим, що його неможливо проколоти ентомологічною булавкою. Спеціаліст з матеріалознавства Девід Кісайлус (David Kisailus) з Каліфорнійського університету в Ірвайні і його колеги провели ряд експериментів і встановили, що екзоскелет цієї комахи витримує силу, яка в 39 000 разів перевищує вагу тіла жука. Американські журналісти порівнюють це з людиною, що витримує вагу 40 танків «Абрамс М1», а англійські — з вагою близько 280 двоповерхових автобусів. Допомагають в цьому як форма хітинового панцира, так і його внутрішня структура. Плоска, а не опукла поверхня надкрила жука сприяє рівномірному розподілу тиску. Самі надкрила складаються з надміцного шаруватого матеріалу, багатого білком. Окремі шари панцира можуть тріснути під тиском, але це не призводить до руйнування всієї хітинової оболонки. Шари беруть участь і в перерозподілі навантаження на інші частини екзоскелета, так як надкрила жука з'єднані з черевними покривами, утворюючи своєрідні «бічні опори», схожі на переплетені пальці.

## Спосіб життя
Живе на грибах, що ростуть під корою дубів. Нелітаючий. Тривалість життя становить два роки. Коли на них нападають хижаки, вони прикидаються мертвими і чекають, поки ворог відпустить.